# パッション (2012年の映画)
『パッション』（Passion）は、2012年のドイツ・フランスのサスペンス映画。監督はブライアン・デ・パルマ、出演はレイチェル・マクアダムスとノオミ・ラパスなど。2010年のフランス映画『ラブ・クライム 偽りの愛に溺れて』のリメイク版である。2012年8月から9月まで開催された第69回ヴェネツィア国際映画祭ではコンペティション部門で上映された。

## ストーリー
主人公が勤める会社はニューヨークに本社を持つ世界的広告会社のベルリン支社となっている。

## キャスト
※括弧内は日本語吹替
- クリスティーン・スタンフォード: レイチェル・マクアダムス（御沓優子） - 女性重役。
- イザベル・ジェームス: ノオミ・ラパス（佐古真弓） - クリスティーンの部下。
- ダニ・ヴィルト: カロリーネ・ヘルフルト（吉田麻実）
- ダーク・ハリマン: ポール・アンダーソン（玉木雅士）
- バッハ刑事: ライナー・ボック
- 検事: ベンヤミン・サドラー（ドイツ語版）
- ニンフ役のバレエダンサー: ポリーナ・セミオノワ
- 牧神役のバレエダンサー: イブラヒム・オイク・オナル

## 日本語版スタッフ

### 字幕版
- プロデューサー：井上由一
- 翻訳：中沢志乃

### 吹替版
- プロデューサー：井上由一
- 演出：岩田敦彦
- 翻訳：大森久美子
- 調整：飯村靖雄
- 担当：永吉栄子

## 作品の評価
Rotten Tomatoesによれば、75件の評論のうち、33％にあたる25件が高く評価しており、平均して10点満点中5.49点を得ている。
Metacriticによれば、22件の評論のうち、高評価は8件、賛否混在は11件、低評価は3件で、平均して100点満点中53点を得ている。

## 作品中のバレエ
ドビュッシー作曲の『牧神の午後への前奏曲』
- 振り付け：ジェローム・ロビンス
- セット・デザイン：ジャン・ローゼンタール
- 衣裳デザイン：イレーナ・シャラフ